# جزيرة بارات
جزيرة بارات (وتعني الجزيرة الغربية) وهي جزيرة من جزر إندونيسيا، وتتبع في إقليم كليمنتان الجنوبية في إندونيسيا.